# Leonard Orr
Leonard Orr (Walton (New York), 15 november 1937 - Asheville, 5 september 2019) is de belangrijkste Amerikaanse grondlegger van rebirthing. Een naaste medeontwikkelaar op dit gebied is Sondra Ray Hij wordt ook wel gezien als een spiritueel leider. In 1973 kandideerde Orr zich voor burgemeesterschap van Los Angeles.

## Spiritualiteit en jeugd
Tijdens zijn tienerjaren werd hij een herboren christen en nam Jezus' woorden "Hij die in mij gelooft, zal nooit de dood proeven" letterlijk. Deze overtuiging ademt door in de onsterfelijkheidstheorieën in de rebirthing. In eerste instantie wilde Orr priester worden, maar hij onderbrak zijn opleiding omdat hij zoals hij zei de roeping voelde dienaar van de onkerkelijken te worden. Zijn roepingsgevoel en levensinteresse volgend, verdiepte hij zich in en praktiseerde hij de filosofieën van de New Thought.

## Rebirthing
Orr begon in deze tijd te onderwijzen dat menselijke gedachten de buitenwereld beïnvloeden. Gedurende die tijd bracht hij veel tijd in badtobbes door, soms meerdere uren per dag. Hierbij had hij geregeld geheugenflitsen waarbij hij in de baarmoeder zat of werd geboren.
Gedurende enkele jaren bekeek hij zijn eigen proces en bood vervolgens zijn hulp aan anderen hun geboorte te herinneren. Dit deed hij door hen te laten ontspannen in een tobbe met warm water, waarbij geademd werd door een snorkel met het hoofd naar beneden. Dit gebeurde meestal onder begeleiding van twee of meer mensen. Hij ontdekte dat hier een bepaald ademhalingsritme plaatsvond, waaruit hij de ademhalingstechniek afleidde, zodat rebirthing ook buiten het water plaats kon vinden.
Hij richtte zijn Rebirthing Breathwork movement op en in verschillende landen waren praktijken hiervoor opgericht, zoals in Amersfoort. Na zijn overlijden werd deze praktijk gesloten.

## Onsterfelijkheid
Gedurende zijn ontdekkingen van rebirthing, was Orr gefascineerd door zijn beleving dat hij geen fysieke dood ervoer. Hieraan verbond hij de term fysieke onsterfelijkheid. Hoewel de rebirthingtechnieken door veel praktiserenden als bruikbaar worden gewaardeerd, heeft zijn idee van de fysieke onsterfelijkheid echter geen wijd verspreide acceptatie opgeleverd.
Leonard beweert twaalf onsterfelijke yogis te hebben ontmoet, waaronder babaji Haidakhan Babaji, de Mahavatar van de kriya yoga, een yogavertakking die naar het westen is gebracht door Paramahansa Yogananda.
Orr is een van de vroege tegenstanders van welvaartsbewustzijn, in de betekenis dat de geestesgesteldheid de belangrijkste factor is in het verkrijgen van meer geld.

## Emotionele energievervuiling
Orr introduceerde verder het begrip emotionele energievervuiling. Hij geloofde dat de doodsdrang en het onbewustzijn van mensen in het algemeen, spiritueel pure mensen kan infecteren. Hij zegt dat wanneer hij te lang te veel tijd tussen minder bewuste mensen besteedt, dat hij zich dan vaak uitgeput, depressief en soms zelfs suïcidaal voelt, wat hij wijt aan het absorberen van hun negatieve energie.

## Privé
Orr was sinds 2009 gehuwd met Elvi Orr, een Rebirthing Breathwork-beoefenaar en trainer.